# Hollywood Stargirl
Hollywood Stargirl è un film del 2022 diretto da Julia Hart.
Il film è il sequel del film del 2020 Stargirl, a sua volta basato sull'omonimo romanzo di Jerry Spinelli.
Il film è stato presentato in anteprima il 23 maggio 2022 all'El Capitan Theatre di Los Angeles, ed è stato distribuito su Disney+ il 3 giugno 2022.

## Trama
Susan "Stargirl" Caraway è un'adolescente molto talentuosa. Quando sua madre Ana viene ingaggiata come costumista in un nuovo film di Hollywood, Stargirl è costretta ad abbandonare l'Arizona per trasferirsi a Los Angeles. La ragazza in questa città farà conoscenza con numerosi personaggi, con cui stringerà delle amicizie, tra cui la musicista Roxanne Martel.

## Produzione
A inizio 2021, Elijah Richardson e Judy Greer si sono uniti al cast, con quest'ultima che sostituisce Sara Arrington nel ruolo di Ana Carway.
Le riprese sono iniziate a maggio 2021 nella Contea di Orange, in California, e si sono concluse nel luglio dello stesso anno.

## Promozione
Il trailer del film è stato rilasciato il 2 maggio 2022 e il film è stato presentato in anteprima il 23 maggio 2022 a Los Angeles.

## Distribuzione
Il film è stato distribuito su Disney+ il 3 giugno 2022.

## Accoglienza
Sul sito di recensioni Rotten Tomatoes, il film ha una valutazione di approvazione del 100%, basata su 16 recensioni. Su Metacritic, il film ha un punteggio di 66 su 100, basato su 6 recensioni.